# Bank Spółdzielczy w Brodnicy
O Bank Spółdzielczy w Brodnicy é um banco tradicional em Brodnica, na Polônia, fundado em 1862.
É o banco mais antigo da Polônia, funcionando continuamente, por cento e cinquenta anos.
Hoje, este banco cooperativo fornece serviços através de várias agências, incluindo:
- Bobrowo
- Brzozie
- Bydgoszcz
- Gorzno
- Grudziadz
- Kurzętnik
- Nowe Miasto Lubawskie
- Rypin
- Świedziebnia
- Zbiczno, etc.